# Парламентские выборы в Албании (1923)
Выборы в Учредительное собрание Албании прошли в ноябре и декабре 1923 года, второй тур состоялся 27 декабря.

## Предыстория
В 1923 году напряжённость между религиозными группами нарастала, и христиане, недовольные правительством во главе с мусульманином Ахметом Зогу, выходцем из рода байрактаров (местных военачальников) Северной Албании, который захватив власть в стране вместе с бывшими османскими чиновниками, продолжал пользоваться своим положением и налогами от более богатых христианских частей страны. После нескольких политических убийств в августе Зогу согласился на избрание Учредительного собрания в конце года.

## Результаты
Сторонники Зогу получила 44 места, а кандидаты от оппозиции — 39. 19 независимых кандидатов, большинство из которых были консервативными, поддержали Зогу, позволив ему сформировать правительство.
Однако оппозиционные партии утверждали, что имела место фальсификация выборов, утверждая, что их высокие результаты в первом туре голосования должны были привести к тому, что они получили большинство во втором туре. Газета Dielli сообщала, что правительство запугивает избирателей, заставляя их голосовать за своих кандидатов.

## Последствия
Учредительное собрание впервые собралось 21 января 1924 года. Хотя Зогу с небольшим перевесом был переизбран премьер-министром, вскоре он ушёл в отставку из-за финансового скандала и разоблачения своего участия в попытке покушения, что позволило лидеру консерваторов Шефкету Верладжи стать главой правительства. В декабре 1924 года Зогу совершил государственный переворот и с этого времени стал единоличным правителем страны.